# Marius Wankel
Marius Wankel  (* 11. Juli 1996) ist ein deutscher Jazzmusiker (Schlagzeug).

## Leben und Wirken
Wankel wuchs in einer musikalischen Familie auf, wo er Klavier und Schlagzeug spielen lernte. Nach dem Abitur auf dem Musikgymnasium studierte er zwei Jahre an der Hochschule für Musik Würzburg bei Bill Elgart, bevor er 2021 seine Studien am Jazz-Institut Berlin mit dem Bachelor bei Heinrich Köbberling und Greg Cohen abschloss.
Gemeinsam mit dem Pianisten Valentin Gerhardus und dem Bassisten Felix Henkelhausen bildete Wankel das kollaborative Klaviertrio Fare, das 2024 bei Enja zwei Alben unter dem Tiel Ant Mills veröffentlichte. Mit Julius Gawlik und Thorbjørn Stefansson spielte er im Trio Dream Big Fish, des Weiteren in den Formationen Nissen Mosh um Asger Nissen und Immerweiter um Julius Windisch. Daneben spielt er auch in Punk-Bands, produziert Musik und arbeitete mit Künstlern wie Myka9, Andromeda Mega Express Orchestra, Wanja Slavin, Luki von der Gracht, Tim Novikov, Isaiah Barr und Martha Elisabeth, außerdem mit Fabiana Striffler.

## Diskographische Hinweise
- Nissen Mosh: Precious (Enja, 2023, mit Asger Nissen, Thorbjørn Stefansson, Valentin Gerhardus)
- Immerweiter: In Its Own Pace (Boomslang Records, 2023, mit Pascal Klewer, Julius Windisch, Sofia Eftychidou)
- Julius Gawlik, Thorbjørn Stefansson, Marius Wankel: Dream Big Fish (2024)[5]